# Kuszama Jajoi
Kuszama Jajoi (草間 彌生 vagy 弥生 Kusama Yayoi) (Matsumoto, Nagano prefektúra, 1929. március 22. –) japán művész és író. Karrierje során számos alkotói módszert kipróbált, többek között a festést, kollázst, szobrászatot, performanszt és installációt, melyek mind a pszichedelikus színek, az ismétlődés és a minták iránti érdeklődését mutatják. A pop art, minimalizmus és feminista művészet előfutáraként többek között olyan művészeket befolyásolt munkásságával, mint Andy Warhol, Claes Oldenburg vagy George Segal, akikkel gyakran együtt is mutatták be munkáit.
1957-ben az Egyesült Államokba költözött és New Yorkban telepedett le, ahol az absztrakt expresszionizmus mozgalma által inspirált festményeket készített. Ezután az elsődleges alkotói formája a szobrászat és az installáció lett, melyek által az 1960-as években a New York-i avantgárd központi alakjává vált, ahol a pop art mozgalommal is kapcsolatba került. A nagyközönség akkor figyelt fel rá, mikor az 1960-as években a hippik ellenkultúráját felkarolva több olyan happeninget is szervezett, melyen a résztvevők meztelen testére élénk színű pöttyöket festett. Annak ellenére, hogy az 1970-es években New York elhagyása után nagyrészt elfelejtették, jelenleg mégis az egyik legfontosabb japán származású művészként tartják számon, aki a mai napig jelentős képviselője az avantgárdnak. 
Kuszama alkotásai a konceptuális művészeten alapulnak, merít a feminizmus, minimalizmus, szürrealizmus, Art Brut, pop art, és absztrakt expresszionizmus irányzatából is, és műveit autobiografikus, pszichológikus, és szexuális tartalommal tölti meg. Kuszama regényeket és verseket is publikált, a filmművészetben és a divattervezésben is jelentőset alkotott. Nagyszabású kiállításokat szerveztek életművéből a Momában 1998-ban, a Whitney Museumban 2012-ben, a Tate Modernben 2012-ben és a Hirshhorn Múzeumban 2017-ben. 2008-ban 5,1 millió dollárért kelt el az egyik alkotása, mely akkor rekordnak számított az élő női művészek között. 2015-ben bekerült az Artsy 2015 TOP 10 élő művész listájára.

## Gyermekkora Japánban
Gyermek- és fiatalkorát a szigor és a tekintélyelvűség határozta meg. Japán ebben az időben fasiszta állam volt, és Kuszama a második világháború kezdetével arra kényszerült, hogy mindössze 12 évesen egy ejtőernyőgyárban dolgozzon. Édesanyja hagyományos értékek szerint akarta felnevelni lányát. Az ebből fakadó állandó nyomás, visszautasítás és elidegenedés vezethettek el a már gyermekkorában kezdődő betegségéhez, amely hallucinációkban mutatkozott meg. Kuszama pont- és hálómintákat látott, és rettegett az ezekben való megszűnéstől. 
„Láttam az asztalterítő piros mintáját, és ahogy felpillantottam, ez a piros minta borította be a tetőt, az ablakot és a falakat és végül az egész szobát, a testemet és az univerzumot. Úgy éreztem, mintha elkezdtem volna önmagam megsemmisítését, hogy a végtelen időben és az tér abszolútumában keringjek, és semmivé váljak.”
A hallucinációk művészete részévé váltak. Már 1939-ben készített olyan rajzokat, amelyekben ezeket a mintákat dolgozta fel. Kuszama emellett a fallikus tárgyaktól, szexualitástól és evéstől való erős félelemtől is szenvedett. 

## Első sikerek
Kuszama 1948-tól a Kiotói Művészeti Iskolába járt. Anyja azzal a feltétellel engedte el, hogy kiotói rokonaiknál japán etikettet tanul mellette. Ebben a korban nehéz volt egy nőnek a japán művészvilágban megvetni a lábát, és még ha sikerült is, akkor is csak a tradicionális művészetek terén.
Kuszamának mégis sikerült a következő években kilenc kiállítást tartania (ebből hat egyénit). Az első egyéni kiállításására 1952-ben a Matsumoto Civil Hallban, szülővárosának kultúrházában került sor. Sok művét ebből a korszakból megsemmisítette mielőtt New Yorkba ment. Ezzel egyidőben pszichiátriai kezelésnek vetette alá magát. Sosem szégyellte betegségét és gyakran vállalta nyilvánosan.
Országszinten ismertté vált, a japán művészvilág mégis többnyire elutasította. Amikor 1955-ben kiállították műveit a Brooklyn Múzeum 18. Biennáléján, elhatározta, hogy New Yorkba költözik. Szülei fedezték a repülőjegy árát, azzal a feltétellel, hogy soha többé nem tér vissza. Rövid seatlle-i tartózkodás után 1957-től New Yorkban élt. 

## A kezdetek New Yorkban
Anyagi támogatás hiányában, arra szorult, hogy képeit eladja. A New York-i művészkörökben arról vált híressé, hogy galériáról galériára járt kiállítófelület szerzése érdekében. Az anyagi sikerek azonban várattak magukra. Az Infinity Nets hálómintás lenvászonra készült nagyméretű (2 x 4 m) képei mindössze 350 dollárba kerültek ekkor. Kuszama nem érezte jól magát New Yorkban és betegsége is rosszabbodott. 1961-től ismét pszichiátriai kezelés alatt állt. 

## Fotográfia és önábrázolás
Az 1960-as évek közepétől Kuszama a fényképészetet kezdte használni, hogy munkáit ismertebbé tegye. A fotókat Kuszama tervezte meg és gyakran híres fotósok készítették el. Gyakran volt saját képeinek modellje, teátrális pózokban. Néhány képen meztelenül, testére pöttyökkel festve van megörökítve. Sokan ezt tekintik az egyik lépésnek ahhoz, ami elvezetett a happeningekhez, eventekhez és performanszokhoz, melyeken a művészet, emberiség és környezet között húzódó határokat kívánta feloldani. Máskor pedig szofisztikált tradicionális kimonóba burkolózva jelent meg nyilvánosan, ezzel is megragadva a média figyelmét. 

## Happeningek és performanszok
1966-ban nemzetközi hírnévre tett szert a Narcissus Garden című happeninggel. Miután munkáit nem válogatták be a Velencei Biennáléra, elhatározta, hogy az 1500 tükörgolyóból álló Narcissus Garden című installációját felépíti a kiállítóterem előtt. A járókelők 1200 líráért (ma kb. 2 euróért) megvásárolhattak egy golyót, míg a szervezők be nem tiltották. Az installáció mellé Kuszama két táblát állított, egyiken a mű címével, a másikon a „YOUR NARCISSIUM FOR SALE” felirattal, és aranyszínű kimonóban szórólapokat osztogatott, melyen a saját műveit dicsérő feliratok álltak. Interaktív performanszával és páratlan installációjával a nemzetközi média figyelmét is sikerült felkeltenie. A művet a mai napig sokan Kuszama önreklámozásaként, ugyanakkor a művészet elüzletiesítése elleni tüntetésként értelmezik.
Ezt további happeningek követték, többet között New Yorkban a 14th Street Happening, melyben Kuszama a járdán feküdt fehér alapon piros pöttyös fallosz alakú párnák között. A Walking Piece-ben egy rózsaszínű kimonóban és művirágokkal díszített esernyővel sétált keresztül New Yorkon.
Nem sokkal később kezdte el a testfestést a nyilvánosság előtt, ahol meztelen emberekre pöttyöket mázolt. Ahogy hallucinációiban is, a pöttyök a művészete, az emberek, a környezet és egymás közötti határok eltörlését szolgálták. Az 1967-es Self Obliteration Event, melyet a Brooklyn hídon tartott, az egyik legismertebbjei közé tartozik. Ezen események közül sokat feloszlatott a rendőrség. A fotózások, happeningek és egyéb rendezvények részleteiből már kirajzolódik a performanszokhoz elvezető művészi út.
A hatvanas évek végén Kuszama átvette a hippi mozgalom gondolatait: anarchizmus, pacifizmus, nudizmus és szabad szerelem. A hetvenes évek elején több céget is alapított, többek között a Kusama Fashions-t és a Kusama’s Orgy című magazint. Ezek azonban nem hoztak sikert és 1973-ban visszatért Japánba.

## Újra Japánban
Visszaérkezése után saját döntéséből bevonult egy idegszanatóriumba, ahol a mai napig is él és dolgozik. Az 1980-as években több egyéni kiállítása volt Japánban, melyek által Európában is ismét ismertté vált. 1993-ban bemutatták munkáit a 44. Velencei Biennálén.
Kuszama munkáit a Polka Dots és az Infinity Nets variációival bővíti. Ezt a tematikát követik az 1999-ben és 2007-ben kiállított Dots Obsession című tereminstallációi is.
2006-ban elnyerte „a művészeti Nobel-díj”-ként emlegetett Praemium Imperialét, valamint 2009-ben a Bunka Koroshát, amelyet a különleges kulturális szolgálatot tevő személyeknek adnak.  

## Fordítás
Ez a szócikk részben vagy egészben  a   Yayoi Kusama című angol Wikipédia-szócikk ezen változatának fordításán alapul.  Az eredeti cikk szerkesztőit annak laptörténete sorolja fel. Ez a jelzés csupán a megfogalmazás eredetét és a szerzői jogokat jelzi, nem szolgál a cikkben szereplő információk forrásmegjelöléseként.
Ez a szócikk részben vagy egészben  a   Yayoi Kusama című német Wikipédia-szócikk ezen változatának fordításán alapul.  Az eredeti cikk szerkesztőit annak laptörténete sorolja fel. Ez a jelzés csupán a megfogalmazás eredetét és a szerzői jogokat jelzi, nem szolgál a cikkben szereplő információk forrásmegjelöléseként.